# Ramularius albosticticus
Ramularius albosticticus är en skalbaggsart som beskrevs av Stefan von Breuning 1964. Ramularius albosticticus ingår i släktet Ramularius och familjen långhorningar.
Artens utbredningsområde är Moçambique. Inga underarter finns listade i Catalogue of Life.